# Háj u Duchcova
Háj u Duchcova település Csehországban, Teplicei járásban. Háj u Duchcova Jeníkov, Hrob, Osek és Duchcov településekkel határos. Lakosainak száma 1336 fő (2024. január 1.).

## Népesség
A település lakosságának változását az alábbi diagram mutatja:
| Lakosok száma | 1036 | 2698 | 2849 | 1509 | 1050 | 1033 | 1176 | 1248 | 1321 | 1336 |
|               | 1869 | 1900 | 1921 | 1961 | 1980 | 2011 | 2016 | 2019 | 2021 | 2024 |